# Poznanovec
 Poznanovec  falu Horvátországban Krapina-Zagorje megyében. Közigazgatásilag Bedekovčinához tartozik.

## Fekvése
Zágrábtól 28 km-re északra, községközpontjától  3 km-re északkeletre a Horvát Zagorje területén fekszik..

## Története
A települést a 16. században említik először a Sutinsko birtok részeként. Sutinsko már a 13. században szerepel írott forrásban. A 15. században birtokosainak kihalásakor királyi birtok lett. 1479-ben Mátyás király Golec Györgynek adta. A Golec család neve egészen a 20. századig fennmaradt a településen, mivel egy Poznanovec melletti hidat „Golčev most”-nak, azaz Golec hídjának neveztek. Golec György lánya Katalin hozományaként a birtok ezután a likai Forcsich Iváné lett. Tőle 1547-ben Ferdinánd király hűtlenség miatt elvette és rokonának Medvevár urának Ambroz Gregorijanec horvát vicebánnak adta. Ő azonban még abban az évben elveszítette és Forcsich Iván fia vásárolta meg. Poznanovec első említése 1548-ban történt, amikor birtokosa a birtok hatod részét elajándékozta. Valószínűleg egy ház, vagy majorépület állhatott itt ebben az időben, mely a későbbi falu magja lett. A Forcsichok kihalása után a birtok ismét a Gregorijaneceké lett, akik felparcellázták. 1581-ben Stjepan Gregorijanec  itteni kúriáját is áruba bocsátotta, új tulajdonosa Hrzsich Iván lett. 1588-ban Poznanovec és Sutinsko már a Bedekovich családé volt. Ezután gyakran változtak a birtokosai, míg 1682-ben Prasinski Péteré lett. Később házasság révén Poznanovec, Sutinsko és Máriabeszterce ura gróf Sermage Péter lett. A mai kastélyt valószínűleg fia építtette, aki Keglevich József  lányát vette nőül. Az építést végül fia Henrik Sermage fejezte be. 1851-ben Sermage Ottó a kastélyt Ritter Adolfnak adta el, aki környezetét rendezte és mintagazdaságot létesített itt. Utolsó birtokosa Draga Ritter és gyermekei Gréta és Miklós voltak, akik a II. világháborúban haltak meg. Hozzájuk hasonlóan a kastély is szomorú sorsra jutott. Noha a tetőt kijavították az épület ma is üresen, elhanyagoltan áll.
1857-ben 429, 1910-ben 1449 lakosa volt. Trianonig Varasd vármegye Zlatari járásához tartozott. A településnek 2001-ben 980 lakosa volt.

## Nevezetességei
A Sermage-Ritter kastély a 18. és 19. század fordulóján épült késő barokk – klasszicista stílusban. Három épületszárnyból álló emeletes épület az udvari részen árkádokkal. A kastélyt díszkert övezte, tőle északra gazdasági épületek álltak. Ma nagyon rossz állapotban van, mivel a II. világháború során kifosztották, majd csirkefarm üzemelt benne. Később a kulturális minisztérium a tetőt rendbe hozatta, az egykori díszkert helyén pedig focipályát létesítettek. Ma állami tulajdonban van, de üresen és romosan áll.

## Külső hivatkozások
- Bedekovčina község hivatalos oldala
- Poznanovec a horvát kastélyok weboldalán Archiválva 2007. július 12-i dátummal a Wayback Machine-ben
- A kastély leírása